# Stazione di Puente Alcocer
La stazione di Puente Alcocer è una fermata ferroviaria di Madrid, sulla linea Móstoles-El Soto - Parla.
Forma parte della linea C5 delle Cercanías di Madrid.
Si trova sotto calle de Alcocer, nel quartiere Los Ángeles del distretto Villaverde di Madrid.

## Storia
La stazione è stata inaugurata il 24 settembre 1989 in occasione dell'inaugurazione del tratto Villaverde Alto-Atocha.